# Kvirinalska palača
Kvirinalska palača (v italijanščini Palazzo del Quirinale ali preprosto Quirinale) je zgodovinska stavba v Rimu, Italija, ena od treh sedanjih uradnih rezidenc predsednika Italijanske republike, skupaj z Vilo Rosebery v Neaplju in Tenuta di Castelporziano v Rimu. Stoji se na Kvirinalskem griču, najvišjem od sedmih rimskih gričev na območju, ki ga splošno imenujejo Monte Cavallo. V njej je bilo trideset papežev, štirje kralji Italije in dvanajst predsednikov italijanske republike.
Napoleon je za svojo rezidenco par excellence izbral Kvirinalsko palačo. Vendar pa se za stalno nikoli ni vselil zaradi francoskega poraza leta 1814 in poznejše evropske obnove.
Palača se razprostira na površini 110.500 kvadratnih metrov in je po površini deveta največja palača na svetu.

## Zgodovina

### Izvor
Trenutna lega palače je znana že od rimskih časov, o čemer pričajo izkopi na vrtovih. Na tem griču so Rimljani postavili templje več božanstvom, od Flore do Kvirina, po katerem je Kvirinalski grič dobil ime. V času Konstantinove vladavine je bil tu zgrajen zadnji kompleks rimskih term, o čemer pričata kipa dvojčkov Kastorja in Poluksa, ki krotita konja, in krasijo vodnjak na trgu. Kvirinal, ki je najvišji grič v Rimu, je bil zelo iskan in je postal priljubljeno mesto za rimske patricije, ki so gradili svoje razkošne vile. Primer teh so ostanki vile na kvirinalskih vrtovih, kjer so našli mozaik, del starega nadstropja.

### Sedanja palača
Palačo, ki je ob ulici Via del Quirinale in je obrnjena na Piazza del Quirinale, je leta 1583 postavil papež Gregor XIII. kot papeško poletno rezidenco. Papež, ki je želel najti lokacijo, ki je daleč stran od vlage in smradu, ki je prihajala iz reke [[Tibera|Tibere in nezdravih razmer Lateranske palače, je izbral Kvirinalski grič, saj je bil to eden najprimernejših krajev v Rimu. Na mestu je že stala majhna vila v lasti družine Carafa in jo je najel Luigi d'Este. Papež je arhitektu Ottavianu Mascherinu naročil, naj zgradi palačo s portiki z vzporednimi krili in notranjim dvoriščem. Projekt ni bil dokončan zaradi smrti papeža leta 1585, še vedno pa je prepoznaven na severnem delu dvora, zlasti na fasadi z dvojno ložo, ki jo prekriva panoramski Torre dei venti (stolp vetrov) ali Torrino. Slednjemu je bil po projektu Carla Maderne in Francesca Borrominija dodan zvonik.

### Iz 17. stoletja
Papež Pavel V. (r. 1605–1621) je naročil dokončanje del na glavni stavbi palače.
Palača je bila uporabljena tudi kot lokacija za papeške konklave v letih 1823, 1829, 1831 in 1846. Služila je kot papeška rezidenca in v njej so bili osrednji uradi, odgovorni za civilno vlado papeške države do leta 1870. Septembra 1870 je bila papeška država strmoglavljena. Približno pet mesecev pozneje, leta 1871, je Rim postal glavno mesto nove Kraljevine Italije. Palača je postala uradna rezidenca kraljev Italije, čeprav so nekateri monarhi, zlasti kralj Viktor Emanuel III. (vladal 1900–1946), dejansko živeli v zasebni rezidenci drugje (Villa Savoia), Kvirinal pa se je uporabljal preprosto kot pisarna in za funkcije države. Monarhija je bila ukinjena leta 1946 in palača je postala uradno prebivališče in delovno mesto predsednikov Italijanske republike. Kljub temu so nekateri zavrnili rezidenco Colle in obdržali običajno rimsko rezidenco: Sandro Pertini je na primer raje imel svoje staro stanovanje ob vodnjaku Trevi.
Fasado je zasnoval Domenico Fontana. Njeno Veliko kapelo je zasnoval Carlo Maderno. Vsebuje freske Guida Renija, najbolj znana freska pa je blagoslov Kristusa Melozza da Forlìja, postavljena čez stopnice. Na posestvu so znameniti vrtovi, urejeni v 17. stoletju.

## Umetnost

### Notranjost
Palača je sestavljena iz glavne stavbe, ki je zgrajena okoli veličastnega dvorišča, z najlepšimi dvoranami kompleksa, ki služijo kot reprezentanca predsedstva republike, pisarne in stanovanje predsednika države pa so stavbe na dnu Manica Lunga, na daljši strani preko Kvirinala, na vrhu katere ležijo razkošna cesarska stanovanja, ki so bila posebej urejena, okrašena in opremljena za dva obiska cesarja Viljema II. (v letih 1888 in 1893) in kjer zdaj živijo monarhi ali tuji voditelji držav, ki obiskujejo predsednika republike . Palača ima skupaj 1200 sob.
Prostori palače v glavni stavbi so:
- Častno dvorišče
- Častno stopnišče
- Velika dvorana Cuirassierjev
- Paulina kapela
- Prva državna soba
- Soba kreposti
- Soba poplave
- Soba lož
- Soba vratarjev
- Balkonska soba
- St. John Parlor
- Rumena soba
- Avgustova soba
- Dvorana veleposlanikov
- Herkulova soba
- Dvorana omar
- Stopnišče Mascarino
- Častna loža
- Soba čebel
- Soba zodiaka
- Sobagradbenih projektov Pavla V.
- Sobatapiserij
- Kapela Marijinega oznanjenja
- Soba ogledal
- Velika plesna dvorana

### Vrtovi
Kvirinalski Vrtovi, ki so bili znani po svojem privilegiranem položaju, zaradi katerega so skoraj 'otok', dvignjen nad Rim, so se skozi stoletja spreminjali glede na okuse in potrebe papeškega dvora.
Sedanja ureditev je 'formalni' vrt iz 17. stoletja, ki je obrnjen proti prvotnemu jedru stavbe z 'romantičnim' vrtom iz druge polovice 18. stoletja, v tem času pa ohranja elegantno kavarno, ki jo je Ferdinando Fuga zgradil kot sprejemno sobo Benedikta XIV. Lambertinija, in jo krasijo čudovite slike Girolama Batonija Pompea in Giovannija Paola Panninija.
Znotraj vrtov ležijo znamenite vodne orgle , ki jih je Barthélemy Formentelli zgradil med leti 1997 in 1999 na podlagi značilnosti orgel iz prejšnjega 19. stoletja. Orgle napaja slap s skokom 18 metrov in ima eno samo tipkovnico z 41 notami s prvo kratko oktavo, brez pedal.
Na splošno vrtovi merijo 4 hektarje.
Pod vrtovi se skozi posebna vrata lahko pride do arheoloških izkopanin, ki so ostanki prvotnega templja boga Kvirina in nekaj insulae iz cesarske dobe.